# Notothylas
Notothylas là một chi rêu trong họ Notothyladaceae.